# FLASHBACK DISCO
「FLASHBACK DISCO」（フラッシュバック・ディスコ）は、日本の音楽ユニットである電気グルーヴの楽曲。
1999年7月1日にKi/oon Recordsより10枚目のシングルとしてリリースされた。8枚目のオリジナル・アルバム『VOXXX』（2000年）からの先行シングルとして、前作「ポケット カウボーイ」（1997）よりおよそ1年7か月ぶりのリリースとなった。作曲は石野卓球、作詞およびプロデュースの名義は電気グルーヴとなっている。同年7月29日には12インチシングルとしてもリリースされた。
メンバーであった砂原良徳脱退後の初シングルであり、エレクトロおよびテクノ、ディスコなどの要素を前面に出した楽曲となっている。しかし前作からの大胆な路線変更のため所属事務所の社長からはリリースを反対され、さらに本作リリース後に所属事務所が解散したことからピエール瀧は「事務所をつぶす1曲」と述べていたが、後に石野は虚偽発言であったことを認めている。
オリコンチャートにおいては最高位35位となり、売上が伸びなかったことから石野は本作に関して「不遇のシングル」と述べている。その他、石野は本作によって砂原脱退後の電気グルーヴの方向性が決定されたと述べており、本作がなければミニ・アルバム『25』（2014年）の収録曲「Baby's on Fire」などの路線の楽曲が存在しなかったと述べたほか、グループの存続自体が危うかったとも述べている。

## 録音、制作
7枚目のオリジナル・アルバム『A』（1997年）リリース後、メンバーであった砂原良徳が音楽性の違いから1999年に入り脱退を表明した。そのため電気グルーヴは石野卓球とピエール瀧の2名となり、その後の活動に関しては手探り状態となったため、石野曰く「丸腰状態」であったことから自らの原点であるエレクトロおよびテクノ、ディスコをメインとした音楽性を志すこととなった。方向性が決定したことから、シンセサイザーの音を大量に入れてロボットが歌うようなニュアンスの曲制作を目指し、仮タイトルは「女子校ディスコ」とされていた。その後作詞の段階で、瀧はマイクに向かって「インベダー」「フラッシュ」などの叫び声を発したところ、石野が「ソレだー! 録ろう録ろう、いま録ろう!」と非常に気に入りレコーディングに取り掛かることとなった。
最初に完成したバージョンはカップリング曲として収録された「(Mr.) FLASHBACK DISCO」の方であり、当初は10分近くある長いバージョンのままでシングルカットを希望したが、所属事務所社長に聴かせたところ「オイ、この事務所終わるぞ!」「こんなもんが売れるかっ!」と猛反対されたという。その後実際に所属事務所は解散したと石野は述べている。結果としてシングルとしては曲時間を短くしてのリリースとなり、当初の10分近くあるバージョンはカップリング曲として全くの別曲として収録する予定であったが、その場合は会社の規定により価格が上がると言われ、「(Mr.) FLASHBACK DISCO」というタイトルの場合は同曲のミックス違いとなるため価格は据え置きになることからタイトルが決定した。

## アートワーク、ミュージック・ビデオ
本作のミュージック・ビデオには石野と瀧に見立てた着ぐるみが2体登場するが、着ぐるみに予算が多く割かれたことからスタジオを借りることが困難となったため、月島の廃墟ビルに様々な小道具を持ち込んで撮影が行われた。撮影は真夏に24時間かけて一度に行われたが、着ぐるみを着用したダンサーは暑さのために2〜3分踊る度に着ぐるみを脱がないと身体に危険が及ぶ状態であったという。また、着ぐるみのキャラクターを模したソフトビニール人形をコンサート会場で販売したが、大量に売れ残りすべて廃棄処分されたと石野は述べている。
シングル盤のジャケットはミュージック・ビデオと連動したものとなっており、曲名の響きから想起される内容で、捻らないものにするという指示で制作が行われた。ジャケットを担当した田中秀幸は、ミュージック・ビデオ内でミサイルが発射されるシーンと繋がりを持たせたドット絵になっており、また当時始まったレイブイベントである「WIRE」が当初ドット絵をイメージしたVJを行っていたことも関係していると述べている。

## チャート成績と影響
本作はオリコンチャートにて最高位35位となり、電気グルーヴのシングル売上ランキングにおいて9位となっている。
電気グルーヴ最大の売上となったシングル「Shangri-La」（1997年）からの路線変更ということで石野も困難な時期であったと述べており、売上不振となったことについて「不遇のシングル」「早すぎたんだと思う」と後に述べている。石野はリリースから5年後にも「古くない」と述べたほか、長時間のDJプレイの際にも必ず使用する曲であると述べているが、「求められているものと違うっていうことを実感した」とも述べている。
本作はそれまでのシングル曲とは異なり歌詞は短い英文のみで、全体的にインストゥルメンタルのような構成となっている。そのためか、一部雑誌などでは「ユーモアのセンスを失った」などと批判されることもあった。石野は本作の売上不振により所属事務所がなくなったと述べ、瀧は「事務所をつぶす1曲」であると述べたが、J-CASTニュースは前作である「ポケット カウボーイ」よりも売上が上がっていることから本作の影響で事務所が消滅したという言説に対しては大げさであるとの見解を出しており、石野も自身のTwitterにおいて虚偽であることを認める発言をしている。後に石野は砂原の脱退がなければもっと間口を広げて曲制作を行っていたであろうと推測したほか、本作によって砂原脱退後の方向性が定められたと述べ、本作がなければミニ・アルバム『25』（2014年）の収録曲「Baby's on Fire」も制作しなかったであろう述べたほか、グループの存続も危うかったと述べている。

## 別バージョン
電気グルーヴの14枚目のオリジナル・アルバム『30』（2019年）において、「Flashback Disco (is Back!)」のタイトルでリミックスバージョンが収録された。本作はオリジナルバージョンが完成形であり、改変の余地がないと石野は考えていたが、2018年のワンマンライブ「クラーケン鷹」のセットリストには入らず、ベスト・アルバム『DENKI GROOVE DECADE 2008〜2017』（2017年）においても選曲されなかったことから、他に入れるところがないという理由で『30』においてリミックスバージョンを収録することとなった。本作はリスナーによるイメージが固定化されていることもあり、改変しにくいことから大胆な変更は施されず、構成の変更や歌の録り直し、ギター音を追加する程度の変更となっている。

## シングル収録曲

### 12センチCD
| 全作曲: 石野卓球。 |                                     |              |            |      |
| #                  | タイトル                            | 作詞         | 作曲・編曲 | 時間 |
| 1.                 | 「FLASHBACK DISCO」                 | 電気グルーヴ | 石野卓球   | 4:43 |
| 2.                 | 「(Mr.) FLASHBACK DISCO」           | 電気グルーヴ | 石野卓球   | 9:54 |
| 3.                 | 「NIJI」(RMX for WIRE99 Radio Edit) | 石野卓球     | 石野卓球   | 5:49 |
| 合計時間:          | 合計時間:                           | 合計時間:    | 20:26      |      |

### 12インチレコード
| 全作曲: 石野卓球。 |                           |              |            |       |
| #                  | タイトル                  | 作詞         | 作曲・編曲 | 時間  |
| 1.                 | 「(Mr.) FLASHBACK DISCO」 | 電気グルーヴ | 石野卓球   | 10:00 |
| 合計時間:          | 合計時間:                 | 合計時間:    | 10:00      |       |

| 全作曲: 石野卓球。 |                          |              |            |      |
| #                  | タイトル                 | 作詞         | 作曲・編曲 | 時間 |
| 1.                 | 「FLASHBACK DISCO」      | 電気グルーヴ | 石野卓球   | 4:47 |
| 2.                 | 「NIJI」(RMX for WIRE99) | 石野卓球     | 石野卓球   | 9:59 |
| 合計時間:          | 合計時間:                | 合計時間:    | 14:46      |      |

## リリース履歴
| No. | 日付          | レーベル                  | 規格             | 規格品番          | 最高順位 | 備考 |
| --- | ------------- | ------------------------- | ---------------- | ----------------- | -------- | ---- |
| 1   | 1999年7月1日  | Ki/oon Sony Records       | 12センチCD       | KSC2 294          | 35位     |      |
| 2   | 1999年7月26日 | Ki/oon Sony Records Loopa | 12インチレコード | KSJ2 6027 LPA 012 | -        |      |